# 페이지 (가수)
페이지(Page)는 대한민국의 음악 그룹이다. 오현란, 안상예, 이가은, 고아미, 고가은을 거쳐 현재는 이가은이 복귀해 활동하고있다. 현재 소속사는 스타엔트리 엔테테인먼트이다.

## 대표작

### 음반
- 1집 《마지막 너를 보내며》
- 1.5집 《그녀의 친구에게서》
- 2집 《디어》(Dear)
- 3집 《블루 노트》(Blue Note)
- 4집 《러브 이즈 블루》(Love is Blue) 2003년 2월 14일
- 5집 《퀠라 라가자 에 운 소뇨》(Quella Ragazza E Un Sogno)
- 6집 《쉬 이즈》(She Is)
- 스페셜 《언 포겟테이블》(Unforgettable)
- 싱글 `송 오브 체인지` (Song Of Change)
- 2015년 5월 28일 《그래도사랑》